# جاكسون هورست
جاكسون هورست (بالإنجليزية: Jackson Hurst)‏ مواليد 17 فبراير 1979 في هيوستن، هو ممثل أمريكي بدأ مسيرته الفنية سنة 2006.

## الأعمال

### أفلام
- عامل نظافة (2007)
- شجرة الحياة (2011)

### مسلسلات
- دروب ديد ديفا (2009) (بدور: غريسون كينت)
- إن سي آي إس (2010) (بدور: زاك نيلسون)
- فضيحة (2012)
- كاسل (2015)
- غريز أناتومي (2015) (بدور: توماس أرشيبالد)
- إن سي آي إس: لوس أنجلوس (2016) (بدور: كوربين دوغان)

## روابط خارجية
- جاكسون هورست على موقع IMDb (الإنجليزية)
- جاكسون هورست على موقع ألو سيني (الفرنسية)
- جاكسون هورست على موقع أول موفي (الإنجليزية)
- جاكسون هورست على موقع إن إن دي بي (الإنجليزية)
- جاكسون هورست على موقع قاعدة بيانات الفيلم (الإنجليزية)
- جاكسون هورست على موقع كينوبويسك (الروسية)